# 1319

## Události
- Jan Lucemburský dal vybudovat hrad Střekov.
- 23. července – rytíři sv. Jana rozdrtili v bitvě u ostrova Chios loďstvo Ajdinského bejliku.
- říjen – zcela náhodou zasažen šípem při účasti na boji Ludvíka Bavora zemřel po několika dnech Vilém Zajíc z Valdeka, přední český šlechtic
- mimořádně dobrá úroda – jeden strych pšenice stál pouze jeden pražský groš
- prosinec – Jan Lucemburský odjíždí na konci roku do Lucemburska, správu země svěřuje Jindřichovi z Lipé

## Narození
- 26. dubna – Jan II. Francouzský, francouzský král († 8. dubna 1364)
- srpen – Blanka Kastilská, portugalská infantka († 1375)
- ? – Johana z Penthièvre, bretaňská vévodkyně († 1384)
- ? – Karel z Blois, bretaňský vévoda († 1364)
- ? – Jakub I. Bourbonský, francouzský hrabě z Ponthieu a La Marche († 6. dubna 1362)

## Úmrtí
- duben – Marie z Lusignanu, královna aragonská, sicilská, valencijská, sardinská a korsická (* 1273)
- 8. května – Haakon V., norský král (* 1270)
- 19. května – Ludvík z Évreux, hrabě z Évreux (* 3. května 1276)
- 15. srpna – Ingeborg Švédská, dánská královna jako manželka Erika VI. (* cca 1277)
- 9. října – Vilém Zajíc z Valdeka, český šlechtic z rodu Buziců (* asi před 1289)
- 11. listopadu – Beatrix Lucemburská, uherská královna jako manželka Karla I. Roberta (* 1305)
- 13. listopadu – Erik VI., dánský král (* 1274)

## Hlava státu
- České království – Jan Lucemburský
- Svatá říše římská – Ludvík IV. Bavor – Fridrich Sličný
- Papež – Jan XXII.
- Anglické království – Eduard II.
- Francouzské království – Filip V.
- Kastilské království – Alfons XI. Spravedlivý
- Polské knížectví – Vladislav I. Lokýtek
- Uherské království – Karel I. Robert
- Byzantská říše – Andronikos II. Palaiologos
- Osmanská říše – Osman I.